# 고교 고단자
"고교 고단자"는 한국에서 제작된 김인수 감독의 1978년 영화이다. 이승현 등이 주연으로 출연하였고 최춘지 등이 제작에 참여하였다.

## 출연

### 주연
- 이승현
- 김정훈
- 김보미
- 신영선

## 기타
- 조명: 손영철
- 녹음: 김성찬